# Bílkova willa w Pradze
Bílkova willa w Pradze (cz. Bílkova vila) – dom własny czeskiego artysty rzeźbiarza i architekta doby secesji i symbolizmu – Františka Bílka, stanowiący obecnie muzeum jego dorobku. Obiekt zlokalizowany jest w Pradze przy ul. Mickieviczovej (Hradčany) na skraju Chotkovych Sadów (starego parku miejskiego). 

## Architektura i program
Bílkova willa stanowi jedno z nielicznych i zarazem najważniejsze dzieło architektoniczne artysty, który był przede wszystkim rzeźbiarzem, grafikiem i ilustratorem. Jest to dwupiętrowy, wolnostojący dom, według projektu własnego, zbudowany w 1911, z przeznaczeniem na rezydencję i atelier. Willa w zamierzeniu przedstawia artystyczne wyobrażenie łanu zboża, a jego nietypowy rzut poziomy odwzorowuje zarys kosy. Masywne słupy od frontu są wyobrażeniami kłosów (niektóre symbolicznie złamane, niedokończone) i nawiązują formalnie do słupów starożytnych świątyń egipskich. Mimo tego w budowli zastosowano wiele innych symboli, przede wszystkim chrześcijańskich. Wnętrza i umeblowanie także są dziełem Bílka. Architektura willi była głęboko przemyślana i miała zdaniem jej twórcy symbolizować życie, jako pole pełne dojrzałych kłosów, stanowiących pokarm braci na każdy dzień. W otoczeniu willi rozciąga się duży ogród z zabytkowym drzewostanem, w którym umieszczono rzeźby artysty.

Obiekt miał według artysty wcielać ideał życia: dom miał być nie tylko schronieniem, ale też ucieleśniać poglądy właściciela wartości, postawy i sens życia. Sam Bílek stwierdził, że willa ma się kojarzyć z:
życiem jako polem pełnym dojrzałych kłosów
Całość założenia stanowi obecnie muzeum i jest udostępniona do zwiedzania dla turystów.